# 로크너 대 뉴욕 주 사건
로크너 대 뉴욕주 사건(Lochner v. New York 198 U.S. 45 (1905))
뉴욕주 입법부는 제과점 점원의 근무시간을 1일 10시간, 1주 60시간으로 제한하는 내용의 주법을 제정하였다. 미국 연방대법원은 근무시간의 제한이라는 수단이 공공복리(公共福祉)의 증진이라는 목적과 합리적으로 연관되어 있지 아니하고, 오히려 제과점 점원과 주인 간의 계약의 자유를 침해한다고 하여 동 주법을 위헌이라고 판결하였다.

## 참고 문헌
- 이상윤, 영미법 - 개정판, 박영사, 2000. (ISBN 89-10-45160-2)